# 10068 Dodoens
10068 Dodoens este un asteroid din centura principală de asteroizi.

## Descriere
10068 Dodoens este un asteroid din centura principală de asteroizi. A fost descoperit pe 4 februarie 1989 la Observatorul La Silla de Eric Walter Elst. El prezintă o orbită caracterizată de o semiaxă mare de 2,37 ua, o excentricitate de 0,11 și o înclinație de 5,8° în raport cu ecliptica.